# (3411) Debetencourt
(3411) Debetencourt es un asteroide perteneciente al cinturón de asteroides, descubierto el 2 de junio de 1980 por Henri Debehogne desde el Observatorio de La Silla, Chile.

## Designación y nombre
Designado provisionalmente como 1980 LK. Fue nombrado Debetencourt en homenaje a la madre del astrónomo George Roland.